# أصل الأذريين

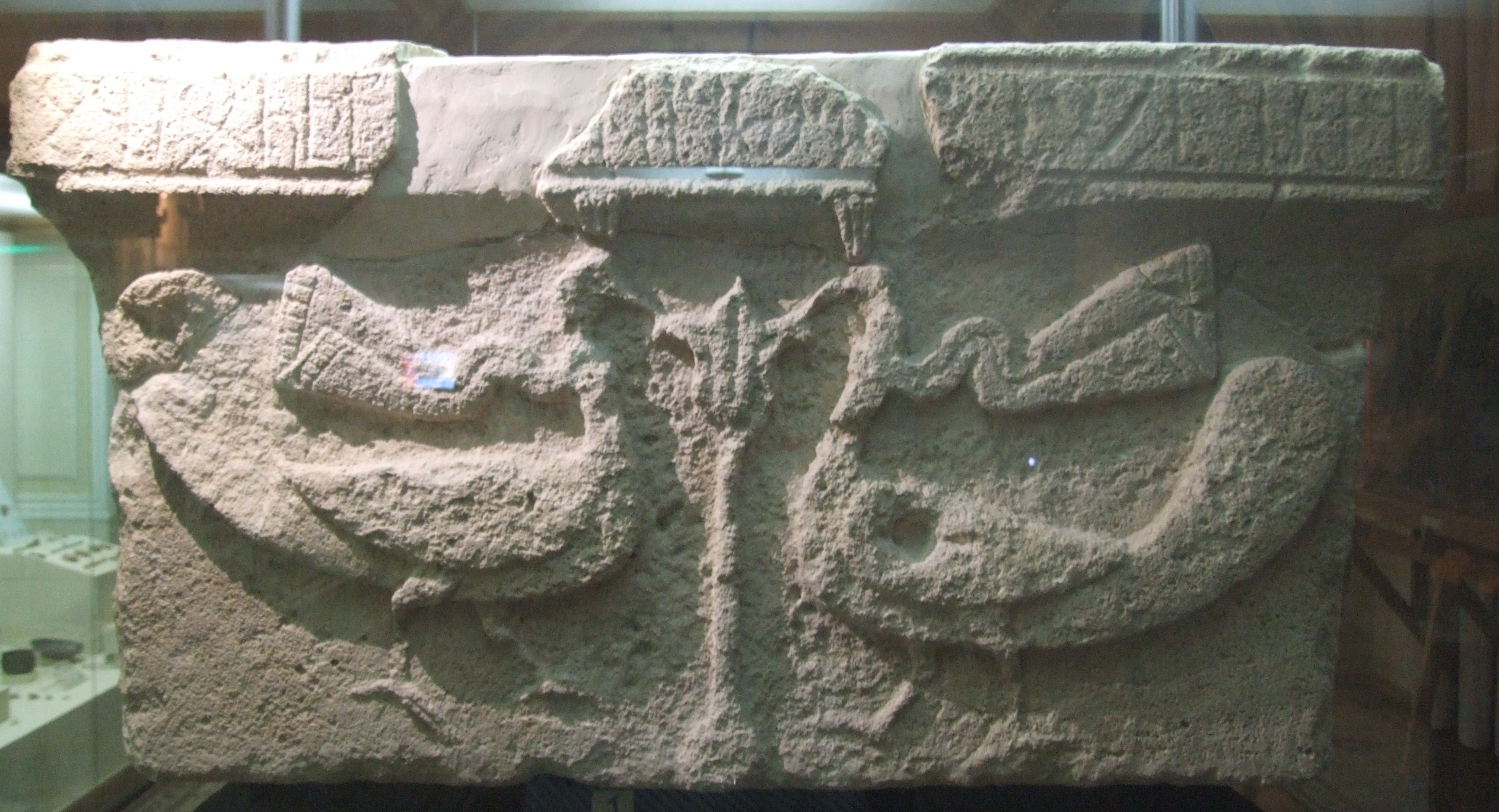
كنيسة مسيحية بها رسائل ألبينان قوقازية تم العثور عليها أثناء عمليات التنقيب في مينجيشور، أذربيجان

الشعب الأذربيجاني من أصول عرقية تركية. وتشمل هذه الشعوب الأصلية في شرق القوقاز، والميديين، والشعب الإيراني القديم، وقبائل الأوغوز التركية التي بدأت تهاجر إلى أذربيجان في القرن الحادي عشر الميلادي. الأذربيجانيون المعاصرون هم ثاني أكبر مجموعة عرقية بين الشعوب التركية بعد الأناضول الأتراك  ويتحدثون أذربيجان الشمالية (تحدث بشكل رئيسي في جمهورية أذربيجان وروسيا) و/أو جنوب أذربيجان (تحدث في إيران والعراق و سوريا). لكلتا اللغتين لهجات، مع 21 لهجة أذربيجانية شمالية  و 11 لهجة جنوب أذربيجان.